# ألكسندر جاي فولي
الكسندر جاي فولي (بالإنجليزية: Alexander J. Foley) هو عسكري أمريكي، ولد في 19 فبراير 1866 في Heckscherville, Pennsylvania ‏ في الولايات المتحدة، وتوفي في 14 يناير 1910 في كوليبرا في الولايات المتحدة.

## معرض صور

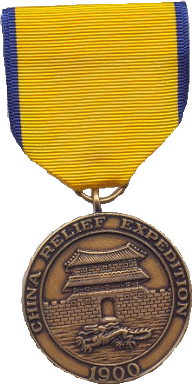
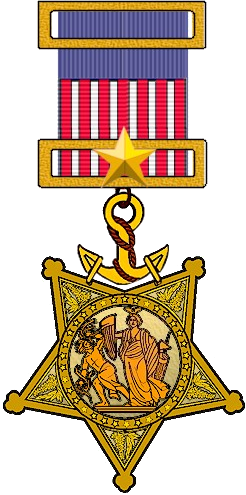
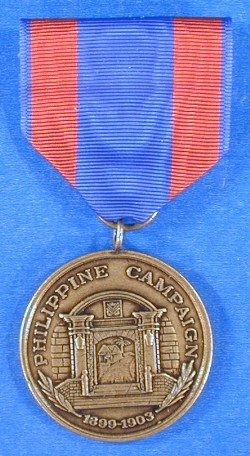
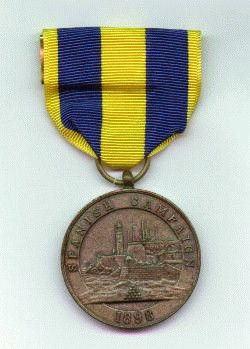